# Miles to Go
Miles to Go je avtobiografija Miley Cyrus, ki jo je napisala v sodelovanju z Hilary Liftin. Knjigo je marca 2009 izdala založba Disney Hyperion. V avtobiografiji Miley Cyrus govori o svojih odnosih s starši, njenem mnenju o medijih, njenem ljubezenskem življenju, njenih načrtih za prihodnost in o prelomnicah, ki jih v življenju še namerava doseči. Knjigo Miles to Go je revija New York Times proglasila za najbolje prodajano otroško knjigo. Kasneje so knjigo izdali tudi v Avstraliji decembra 2009, 1. marca 2010 pa je knjiga izšla tudi v Združenem kraljestvu.

## Izid
Knjigo Miles to Go je izdala založba Disney Hyperion, in sicer najprej marca 2009 v Združenih državah Amerike, kasneje pa še decembra 2009 v Avstraliji in 1. marca 2010 v Veliki Britaniji.
Knjiga Miles to Go je prodala več kot 2 milijona kopij, od tega 1.000 kopij v prvem dnevu od izida. V intervjuju v oddaji Today Show je aprila 2009 Miley Cyrus povedala: »S svojo knjigo si želim doseči to, da bi bralci začutili, kar čutim jaz; čustva in moč. Razložila sem, kako so stvari potekale v mojem življenju in kako sem se spopadla z vsem skupaj. Ne želim si, da bi moji oboževalci prišli do mene in mi začeli govoriti o tem, da je slava najboljša reč na svetu. Popularnost je precej težka in želim si, da bi bralci razumeli, da se v mojem svetu ne vrti vse okoli moje slave in da knjige ne bi prebrali zastonj.«
Knjižni kritiki so knjigo Miles to Go večinoma hvalili, kar nekaj pa jih je napisalo, da jih je knjiga prijetno presenetila, saj bi od Miley Cyrus pričakovali manj. Bralci so knjigi preko spletne strani Amazon.com dodelili povprečno oceno 4/5.